# Lanišće (Kršan)
 Lanišće  (olaszul: Lanisce) falu Horvátországban, Isztria megyében. Közigazgatásilag Kršanhoz tartozik.

## Fekvése
Az Isztriai-félsziget északkeleti részén, Labintól 20 km-re, községközpontjától 6 km-re északra, az A8-as autópályát a 64-es számú főúttal összekötő 500-as számú úttól nyugatra fekszik.

## Története
A falunak 1880-ban 166, 1910-ben 171 lakosa volt. 2011-ben 74 lakosa volt.

## Lakosság
| Lakosság változása | Lakosság változása | Lakosság változása | Lakosság változása | Lakosság változása | Lakosság változása | Lakosság változása | Lakosság változása | Lakosság változása | Lakosság változása | Lakosság változása | Lakosság változása | Lakosság változása | Lakosság változása | Lakosság változása | Lakosság változása |
| ------------------ | ------------------ | ------------------ | ------------------ | ------------------ | ------------------ | ------------------ | ------------------ | ------------------ | ------------------ | ------------------ | ------------------ | ------------------ | ------------------ | ------------------ | ------------------ |
| 1857               | 1869               | 1880               | 1890               | 1900               | 1910               | 1921               | 1931               | 1948               | 1953               | 1961               | 1971               | 1981               | 1991               | 2001               | 2011               |
| 0                  | 0                  | 166                | 180                | 163                | 171                | 0                  | 0                  | 186                | 153                | 128                | 109                | 77                 | 78                 | 90                 | 74                 |